# Liste der Stolpersteine in Ottersberg
Die Liste der Stolpersteine in Ottersberg gibt eine Übersicht über die vom Künstler Gunter Demnig verlegten Stolpersteine in Ottersberg.
Die 10 × 10 × 10 cm großen Betonquader mit Messingtafel sind in den Bürgersteig vor jenen Häusern eingelassen, in denen die Opfer einmal zu Hause waren. Die Inschrift der Tafel gibt Auskunft über ihren Namen, ihr Alter und ihr Schicksal. Die Stolpersteine sollen dem Vergessen der Opfer der nationalsozialistischen Gewaltherrschaft entgegenwirken.

## Liste
| Name           | Adresse     | Bild                            | Inschrift | Verlegedatum  | Biografie und Anmerkungen |
| -------------- | ----------- | ------------------------------- | --- | ------------- | ------------------------- |
| Heinz Kehne    | Eckstever · | Stolperstein für Heinz Kehne    | Hier eingesperrt Heinz Kehne Jg. 1927 desertiert 18.4.1945 gefangengenommen 19.4.1945 erschossen 27.4.1945    | 18. Feb. 2013 |                           |
| Alfred Schmidt | Eckstever · | Stolperstein für Alfred Schmidt | Hier eingesperrt Alfred Schmidt Jg. 1926 desertiert 18.4.1945 gefangengenommen 19.4.1945 erschossen 27.4.1945 | 18. Feb. 2013 |                           |